# 水野亜美 (声優)
水野 亜美（みずの あみ、1999年6月4日 - ）は、日本の女性声優。広島県出身。81プロデュース所属。

## 略歴
2017年8月1日、第11回81オーディションにて小学館賞・スタジオディーン賞を受賞。2020年4月1日より81プロデュースに所属。
2019年5月30日から2020年3月30日まで、81プロデュースおよびシンエイ動画により2019年4月より開設されたYouTubeチャンネル「What 声 You?」のオーディション企画「アイドールズプロジェクト」にてテレビアニメ『アイドールズ!』のメインキャストを決定するオーディションが行われ、最終審査の結果から同作品のあみ役に決定した。また、同作品のメインキャストの内、留冬藍名と花岡志織は81プロデュースの同期でもある。

## 人物
趣味・特技として、歌うこと、菓子袋のリメイク、お笑い、ドラマ・映画鑑賞、ピアノ、タイピング、中国史の王朝名暗記の歌をそれぞれ挙げている。方言は広島弁。

## 出演
太字はメインキャラクター。

### テレビアニメ
2019年
- デュエル・マスターズ（2019年 - 2022年、タンペペン、子供B） - 2シリーズ

2021年
- アイドールズ!（あみ）
- アイ★チュウ（観客I）
- やくならマグカップも（女子生徒、梅津日光、児童B） - 2シリーズ
- カノジョも彼女（女子）
- ワッチャプリマジ!
- ゴー!ゴー!キッチン戦隊クックルン（小松菜3）

2022年
- ガル学。II 〜Lucky Stars〜（モモ）
- 群青のファンファーレ（記者）
- 妖怪ウォッチ♪（店員）

2023年
- 弱虫ペダル LIMIT BREAK（観客）
- MIX MEISEI STORY 2ND SEASON 〜二度目の夏、空の向こうへ〜（友達C）
- 『ヒプノシスマイク-Division Rap Battle-』Rhyme Anima +（白金香流）
- アイドルマスター ミリオンライブ！（観客たち）

2024年
- 僕の妻は感情がない（火星人）

2025年
- Aランクパーティを離脱した俺は、元教え子たちと迷宮深部を目指す。（給仕〈女〉）

### ゲーム
- グランドサマナーズ（2020年、創成の申し子 アルル[12]）
- ブラウンダスト（2021年、ローラ[13]）
- eBASEBALLパワフルプロ野球2022（2022年、ワンダー）
- モンスターストライク（2023年、サトゥルヌス[14]）
- De:Lithe Last Memories（2024年、桜井ムツミ[15]）

### 吹き替え

#### 映画
- 関心領域（インゲ＝ブリジット・ヘス）

#### アニメ
- きかんしゃトーマス (2024年、テス)[16]

### テレビ番組
※はインターネット配信。
- What 声 you?（2019年 - 2020年、YouTube※） - チームサザンカ「マーキュリー」として出演。
- アイドールズのすたでぃ4U!（2020年 - 、ニコニコ生放送・YouTube※）
- いないいないばあっ!（2023年 - 、NHK Eテレ） - ちーちーの声[17]

### オーディオブック
- これは学園ラブコメです。（2021年[18]、虚空レム[19]）
- GJ部ういーくりー（2022年、キララ[20]）

## ディスコグラフィ

### キャラクターソング
| 発売日        | 商品名         | 歌             | 楽曲               | 備考                                             |
| ------------- | -------------- | -------------- | ------------------ | ------------------------------------------------ |
| 2021年3月17日 | WE ARE THE ONE | アイドールズ！ | 「WE ARE THE ONE」 | テレビアニメ『アイドールズ！』オープニングテーマ |
| 2021年3月17日 | WE ARE THE ONE | アイドールズ！ | 「夢みてさめても」 | テレビアニメ『アイドールズ！』エンディングテーマ |
| 2021年3月17日 | WE ARE THE ONE | アイドールズ！ | 「Special Story」  | テレビアニメ『アイドールズ！』挿入歌             |

### シリーズ一覧
1. ↑  【デュエル・マスターズ（2017年版）】
第3期『デュエル・マスターズ!!』（2019年）
【デュエル・マスターズ キング】
第3期『キングMAX』（2022年）
2. ↑  第1期（2021年）、第2期『二番窯』（2021年）

### ユニットメンバー
1. ↑  あいな（留冬藍名）、あみ（水野亜美）、しおり（花岡志織）、るか（屋代瑠花）